# Xianxi
Xianxi (線西鄉S, Xiànxi XiāngP) è un comune di Taiwan, situato nella provincia di Taiwan e nella contea di Changhua.